# Mucropetraliella trita
Mucropetraliella trita är en mossdjursart som först beskrevs av Ferdinand Canu och Ray Smith Bassler 1929.  Mucropetraliella trita ingår i släktet Mucropetraliella och familjen Petraliellidae. Inga underarter finns listade i Catalogue of Life.